# Partido Socialdemócrata de la Justicia
El Partido Socialdemócrata de la Justicia (en uzbeko: Adolat Sotsial Demokratik Partiyasi) es un partido político de Uzbekistán. El primer secretario general y uno de sus fundadores era Anvar Juraboev.
Existen organizaciones regionales en 147 ciudades y distritos de Uzbekistán. El partido posee más de 35,000 miembros. Fue fundado en febrero de 1995.

## Ideología
ASDP es un partido político de centroizquierda y ocupa cargos similares al Partido Democrático Popular de Uzbekistán. Promueve el igualitarismo y la justicia social, apoyando una economía social de mercado y un estado de bienestar universalista. Sus principales partidarios incluyen trabajadores de ingeniería técnica, maestros, médicos y empleados en organizaciones presupuestarias y el sector de servicios.